# George William Cox
George William Cox (* 10. Januar 1827 in Benares, Indien; † 10. Februar 1902 in Walmer, Kent) war ein britischer Historiker.

## Leben und Werk
George William Cox war der älteste Sohn der sechs Kinder von Captain George Hamilton Cox († 1841), der im Dienste der Britischen Ostindien-Kompanie stand, und von Eliza Kearton, Tochter des Plantagenbesitzers John Horne von St. Vincent, einem Eiland der Westindischen Inseln. Ein Bruder, Colonel Edmund Henry Cox, der in der Artillerie der königlichen Marine diente, feuerte im Krimkrieg den ersten Schuss gegen Sewastopol ab.
1836 wurde Cox nach England geschickt und besuchte dort zunächst eine Vorschule in Bath sowie eine Grammar School in Ilminster. Ab 1842 erhielt er in der Rugby School Unterricht, studierte dann ab 1845 Theologie am Trinity College (Oxford) und graduierte dort 1850 als Master of Arts. Er wurde 1850 vom Bischof von Oxford, Samuel Wilberforce, als Geistlicher ordiniert, bekleidete daraufhin die Stelle eines Vikars in Salcombe Regis in Devon, musste diesen Posten aber bald aus gesundheitlichen Gründen aufgeben.
Cox ging 1850 eine Ehe mit Emily Maria, Tochter des bei der Britischen Ostindien-Kompanie angestellten Oberstleutnants W. Stirling († 1888), ein und wurde Vater von fünf Söhnen und zwei Töchtern. 1851 ging er als englischer Kaplan nach Gibraltar, geriet jedoch wegen seiner hochkirchlichen Ansichten in Konflikt mit dem ihm vorgesetzten Bischof George Tomlinson und begleitete deshalb 1853 John William Colenso bei dessen Antrittsbesuch in Südafrika als Bischof von Natal. Nach seiner Rückkehr nach England wurde Cox 1854 Vikar der Sankt-Paul-Kirche in Exeter und arbeitete danach von 1859 bis 1860 als Lehrer am Cheltenham College. Anschließend wirkte er wieder als Geistlicher in Kent und Yorkshire.
Unterdessen hatten sich Cox’ religiöse Leitsätze aufgrund seiner historischen Studien grundlegend geändert. Er unterstützte Bischof Colenso eifrig bei dessen freimütiger Kritik der Heiligen Schrift und bei dessen Kampf um seinen bischöflichen Status in Südafrika. Er verteidigte Colenso in einer umfangreichen Korrespondenz mit dem anglikanischen Theologen Frederick Denison Maurice und half dem Bischof 1863–65 bei dessen Aufenthalt in England. Wegen seiner Bekanntschaft mit Colenso stand Cox genügend Material für die Abfassung einer Biographie des Bischofs (The life of J. W. Colenso, bishop of Natal, 2 Bde., 1888) zur Verfügung.
Literarisch trat Cox zuerst mit dem Werl Poems, legendary and historical (1850) hervor, das er zusammen mit seinem Freund Edward Freeman verfasste. Er war sehr bewandert in alter Geschichte und verfasste populärwissenschaftliche historische Werke sowie Schriften über Mythologie, in denen er den kosmischen Vorstellungen den Vorrang einräumte. Hierher gehören u. a.:
- Life of St. Boniface, 1853
- Tales from Greek mythology, 1861
- The great Persian war, 1861
- Tales of the gods and heroes, 1862
- Tales of Thebes and Argos, 1863
- A Manual of mythology in the form of question and answer, 1867
- Tales of ancient Greece, 1868, 3. Aufl. 1877
- Latin and Teutonic christendom, 1870

Am bekanntesten machte Cox die Mythology of the Aryan nations (2 Bde., 1870; 3. Aufl. 1882), ein Werk, in dem der Autor die Ergebnisse seiner vor allem durch Friedrich Max Müller angeregten Forschungen über vergleichende Mythologie übersichtlich und gemeinverständlich niederlegte.
Später schrieb Cox u. a.:
- History of Greece, 2 Bde., 1874; 3. Aufl. 1878
- The Crusades, 1874
- A general history of Greece from the earliest period to the death of Alexander the Great, with a sketch of the subsequent history to the present time, 1876, neue Ausg. 1883
- The Greeks and the Persians, 1876
- The Athenian empire, 1876
- History of the establishment of British rule in India, 1881
- Introduction to the science of comparative mythology and folklore, 1881; 2. Aufl. 1883
- Lives of the Greek statesmen, 2 Bde., 1886
- A concise history of England and the English people, 1887

Mit Jones gab Cox 1871 Popular romances of the Middle Ages sowie mit William Thomas Brande ein Dictionary of science, literature, and art (3 Bde., 1865–67; 2. Aufl. 1875) heraus.
Cox folgte seine Onkel Sir Edmund Cox nach dessen Tod 1877 als 15. Baronet. 1880 wurde er vom Erzbischof von Canterbury, Archibald Campbell Tait, zum Vikar von Bekesbourne in Kent ernannt. Von 1881 bis 1897 amtierte er als Pfarrer der königlichen Pfründe Scrayingham in Yorkshire. 1886 wurde er von Anhängern des verstorbenen Colenso zum Bischof von Natal gewählt, aber von Erzbischof Edward White Benson nicht geweiht, da ihn die hochkirchliche Partei ablehnte. Am 18. Mai 1896 wurde ihm eine Pension von 120 Pfund bewilligt. Er starb am 10. Februar 1902 im Alter von 75 Jahren in Ivy House in Walmer, Kent. Nach seiner Feuerbestattung wurde seine Asche in Long Cross in Chertsey beigesetzt.